# Уставни суд Босне и Херцеговине
Уставни суд Босне и Херцеговине контролише усклађеност ентитетских и државних закона и других правних аката са Уставом Босне и Херцеговине, као и усклађеност ентитетских устава са Уставом БиХ. Успостављен је ради подржавања Устава Босне и Херцеговине, по овим уставним одредбама ради се о пет видова надлежности, што у крајњем значи и диференциране поступке, као и специфичне одлуке зависно од врсте надлежности и природе спорова. Основни задатак суда је да осигура усклађеност закона донесених на нивоу Босне и Херцеговине и на ентитетском нивоу са уставом БиХ који је донесен у оквиру Дејтонског споразума 1995. године. Суд је такође задужен да штити слободу и људска права грађана БиХ загарантована уставом. У новије вријеме Уставни суд БиХ је почео одлучивати и о правној ваљаности пресуда редовних судова, што је наишло на критике и неодобравање појединих правних стручњака који истичу да оваквом праксом суд излази из оквира своје надлежности и преузима на себе на овлаштења непостојећег врховног суда државе.

## Историја
Гледано са историјског становишта и проблема транзиције социјалистичких земаља, Босна и Херцеговина је један од ријетких примјера који се могу наћи у историји уставних судова, будући да је бивша Југославија једина земља која је још у социјалистичком режиму имала систем уставних судова. Први уставни суд у бившој Југославији је основан још 1963. године, и то је уједно и полазна тачка историје уставног судства у овој земљи. У складу са федеративном структуром, осим уставног суда на савезном нивоу, шест република, па чак и двије аутономне покрајине - Косово и Метохија и Војводина, су такође имале своје уставне судове прије дисолуције бивше СФРЈ.
Уставни суд Босне и Херцеговине је конституисан први пут 15. фебруара 1964. године на основу Устава из 1963. године, а задржан је и каснијим Уставом из 1974. године. Овај Уставни суд је у првом реду имао надлежност у апстрактној нормативној контроли, као што је одлучивање о сагласности (републичких) закона са Уставом и о уставности и законитости других прописа и општих и самоуправних аката, те рјешење спорова између Републике и других друштвено-политичких заједница, као и сукоба надлежности између судова и органа друштвено-политичких заједница. Законом о Уставном суду су била регулисана питања организације, надлежности и поступка пред овим Уставним судом.

## Састав
Уставни суд Босне и Херцеговине састоји се од девет судија, од којих четири бира Представнички дом Парламента Федерације Босне и Херцеговине (у правилу два Хрвата и два Бошњака), док два бира Народна скупштина Републике Српске (у правилу два Србина). Преостале три судије именује предсједник Европског суда за људска права након консултација са члановима Предсједништва Босне и Херцеговине. Судије које именује предсједник Европског суда за људска права не могу бити држављани Босне и Херцеговине нити сусједних земаља.

## Мандат
Мандат судија Уставног суда траје до навршених 70 година живота, уколико прије тога не поднесу оставку или не буду разријешени консензусом осталих судија. Судија може бити разријешен дужности прије истека мандата ако буде осуђен на затворску казну, ако трајно изгуби способност да обавља функцију, или ако обавља јавне или професионалне дужности неспојиве са функцијом судије Уставног суда. Правилима Суда судијама је дат имунитет и тако омогућена независност у доношењу одлука. Док обављају судијску функцију судије Уставног суда не могу бити чланови нити једне политичке странке или политичке организације у Босни и Херцеговини, нити бити на било којој другој функцији која може утицати на њихову непристраност. Такође не смију бити дио законодавне, судске или извршне власти у Босни и Херцеговини или у ентитетима. Једини судија који је разријешен дужности консензусом осталих судија је Крстан Симић, који је разријешен у мају 2010. године због „недоличног понашања“ и „несавјесног рада“.

## Надлежност
Надлежност Уставног суда регулисана је у члану VI(3) Устава Босне и Херцеговине.
- Уставни суд има искључиву надлежност да одлучује у споровима који по Уставу Босне и Херцеговине настају између ентитета, или између Босне и Херцеговине и једног или оба ентитета, или између институција Босне и Херцеговине, укључујући, али се не ограничавајући само на то:

1. Да ли је одлука неког ентитета да успостави специјални паралелни однос са неком од сусједних држава сагласна Уставу, укључујући и одредбе које се односе на суверенитет и територијални интегритет Босне и Херцеговине.
2. Да ли је неки члан устава или закона ентитета у сагласности са Уставом. Спорове по овим питањима могу покретати само чланови Предсједништва, предсједавајући Министарског савјета, предсједавајући или замјеник предсједавајућег било којег вијећа Парламентарне скупштине, једна четвртина чланова било којег вијећа Парламентарне скупштине или једна четвртина било ког законодавног вијећа неког ентитета.

- Уставни суд има и апелациону надлежност над питањима по Уставу, која проистичу из пресуде сваког суда у Босни и Херцеговини.
- Уставни суд има надлежност у питањима која му упути било који суд у Босни и Херцеговини, а односи се на то да ли је закон на чијој ваљаности почива његова одлука, сагласан са Уставом, Европском конвенцијом о људским правима и основним слободама и њеним протоколима, или са законима Босне и Херцеговине; или у погледу постојања или дјелокруга неког општег правила међународног јавног права које је од значаја за одлуку тог суда.

## Доношење одлука
Одлуке се у Уставном суду доносе већином гласова свих судија, и оне су према члану VI(4) Устава БиХ коначне и обавезујуће. Уставни суд је једини важнији орган Босне и Херцеговине гдје не постоји никакав механизам заштите виталног националног или ентитетског интереса, због тога је могуће да судије из два конститутивна народа буду прегласана и да одлуку донесу стране судије и судије из једног конститутивног народа, што се десило приликом доношења одлуке о конститутивности народа.